# Göteborgseskadern
Göteborgseskadern (GE) var en eskader inom svenska marinen som verkade i olika former åren 1939–1959. Förbandsledningen var förlagd i Nya Varvet i Göteborg.

## Historik
Det äldsta skriftliga bevis på en flotta stationerad i Göteborg är ifrån 1523, då Gustav Vasa baserade ett flertal mindre fartyg vid Älvsborgs fästning. Göteborgseskadern avvecklades 1959, dess krigsorganisation övertogs delvis av Tredje eskadern. I fredsorganisationen övertogs uppgifterna från Göteborgseskadern av det nybildade 6. minröjningsavdelningen (6. mröjA), vilken kom att delvis vara förlagd till Gullmarenbasen i Skredsvik.

## Ingående enheter
Under hösten 1939 bestod Göteborgseskadern av följande fartyg:
- Pansarskeppet HMS Manligheten
- Jagarna HMS Wrangel (25) och HMS Wachtmeister (26)
- Ubåtarna HMS Hajen (1917), HMS Sälen (1918) och HMS Valrossen
- Minsveparna HMS Starkodder (51), HMS Styrbjörn (52)
- Hjälpkanonbåten Skagerack
- Två hjälpvedettbåtar typ I
- Sex hjälpvedettbåtar typ II
- Under september var eskadern förstärkt med kustflottans jagare HMS Klas Horn (3) och HMS Göteborg (J5) samt två ubåtar.[5]

| Fullständig sammanställning av Göteborgseskaderns sjöstyrkor under andra världskriget | Fullständig sammanställning av Göteborgseskaderns sjöstyrkor under andra världskriget | Fullständig sammanställning av Göteborgseskaderns sjöstyrkor under andra världskriget | Fullständig sammanställning av Göteborgseskaderns sjöstyrkor under andra världskriget    | Fullständig sammanställning av Göteborgseskaderns sjöstyrkor under andra världskriget                          | Fullständig sammanställning av Göteborgseskaderns sjöstyrkor under andra världskriget | Fullständig sammanställning av Göteborgseskaderns sjöstyrkor under andra världskriget     | Fullständig sammanställning av Göteborgseskaderns sjöstyrkor under andra världskriget |
| Fartygstyp                                                                            | Hösten 1939                                                                           | 9 april 1940                                                                          | Våren 1941                                                                               | Våren 1942 | 29 juli 1943                                                                          | Våren 1944                                                                                | Våren 1945                                                                            |
| ------------------------------------------------------------------------------------- | ------------------------------------------------------------------------------------- | ------------------------------------------------------------------------------------- | ---------------------------------------------------------------------------------------- | --- | ------------------------------------------------------------------------------------- | ----------------------------------------------------------------------------------------- | ------------------------------------------------------------------------------------- |
| Pansarskepp                                                                           | HMS Manligheten                                                                       | HMS Manligheten                                                                       | HMS Manligheten                                                                          | HMS Manligheten                                                                                                | HMS Manligheten                                                                       | HMS Manligheten                                                                           | HMS Manligheten                                                                       |
| Kryssare                                                                              |                                                                                       |                                                                                       |                                                                                          | HMS Fylgia |                                                                                       |                                                                                           |                                                                                       |
| Jagare                                                                                | HMS Wrangel (25) HMS Wachtmeister (26)                                                | HMS Wrangel HMS Wachtmeister                                                          | HMS Wrangel HMS Wachtmeister HMS Psilander (18) HMS Puke (19)                            | HMS Wrangel HMS Wachtmeister HMS Psilander HMS Puke                                                            | HMS Wrangel HMS Wachtmeister HMS Psilander HMS Puke                                   | HMS Puke HMS Klas Horn (3) HMS Karlskrona (J8) HMS Göteborg (J5)                          | HMS Klas Horn HMS Göteborg                                                            |
| Hjälplogementsfartyg                                                                  |                                                                                       |                                                                                       |                                                                                          | HMS Tjelvar | HMS Tjelvar                                                                           | HMS Tjelvar                                                                               |                                                                                       |
| Depåfartyg                                                                            |                                                                                       |                                                                                       |                                                                                          | |                                                                                       |                                                                                           | HMS Jacob Bagge                                                                       |
| Bärgningsfartyg                                                                       |                                                                                       |                                                                                       |                                                                                          | |                                                                                       |                                                                                           | Isbrytaren II                                                                         |
| Ubåtar                                                                                | HMS Hajen (1917) HMS Sälen (1918) HMS Valrossen                                       | HMS Hajen HMS Sälen HMS Valrossen                                                     | HMS Hajen HMS Sälen HMS Valrossen                                                        | HMS Springaren (1935) HMS Delfinen (1934) HMS Nordkaparen (1935) HMS Ulven HMS Gripen (1928) HMS Draken (1926) | HMS Springaren HMS Delfinen HMS Nordkaparen HMS Gripen HMS Draken                     | HMS Springaren HMS Delfinen HMS Nordkaparen HMS Gripen HMS Draken HMS U 4 HMS U 5 HMS U 6 | HMS U 7 HMS U 8 HMS U 9                                                               |
| Minsvepare                                                                            | HMS Starkodder (51) HMS Styrbjörn (52)                                                | HMS Starkodder HMS Styrbjörn                                                          | HMS Koster (63) HMS Kullen (64) HMS Vinga (65) HMS Ven (66) HMS Starkodder HMS Styrbjörn | HMS Koster HMS Kullen HMS Vinga HMS Ven HMS Starkodder HMS Styrbjörn                                           | HMS Koster HMS Kullen HMS Vinga HMS Ven HMS Starkodder HMS Styrbjörn                  | HMS Koster HMS Kullen HMS Vinga HMS Ven HMS Starkodder HMS Styrbjörn                      | HMS Koster HMS Vinga HMS Ven HMS Starkodder HMS Styrbjörn                             |
| Hjälpkryssare                                                                         |                                                                                       | Hjkr 10 Fidra                                                                         |                                                                                          | |                                                                                       |                                                                                           |                                                                                       |
| Hjälpkanonbåtar                                                                       | HMS Skagerack                                                                         | HMS Skagerack HMS Odin                                                                | HMS Skagerack HMS Odin                                                                   | HMS Skagerack HMS Odin                                                                                         | HMS Skagerack HMS Odin                                                                | HMS Skagerack HMS Odin                                                                    | HMS Skagerack HMS Odin                                                                |
| M-båtar                                                                               |                                                                                       |                                                                                       |                                                                                          | | 4 st                                                                                  | 6 st                                                                                      | 5 st                                                                                  |
| Motortorpedbåtar                                                                      |                                                                                       |                                                                                       |                                                                                          | | 6 st                                                                                  | 3 st                                                                                      | 4 st                                                                                  |
| Vedettbåtar                                                                           |                                                                                       |                                                                                       |                                                                                          | |                                                                                       |                                                                                           | HMS Thetis (1908) HMS Astrea (1908)                                                   |
| Hjälpvedettbåtar typ I                                                                | 2 st                                                                                  | 2 st                                                                                  | 2 st                                                                                     | 2 st |                                                                                       |                                                                                           | 2 st                                                                                  |
| Hjälpvedettbåtar typ II                                                               | 6 st                                                                                  | 12 st                                                                                 | 18 st                                                                                    | 12 st | 12 st                                                                                 | 12 st                                                                                     | 12 st                                                                                 |

## Förbandschefer
Förbandschefen titulerades eskaderchef och hade tjänstegraden kommendör.

- 1939–1942: ???
- 1942–1943: Kommendör Åke Grefberg
- 1943–1944: ???
- 1944–1945: Kommendör Sven Nordgren
- 1945–1946: Kommendör Daniel Landquist
- 1946–1947: ???
- 1947–1948: Kommendörkapten 1. graden Torkel Nerpin
- 1948–1949: ???
- 1949–1950: Kommendörkapten 1. graden Harry Bong
- 1950–1959: ???

## Namn, beteckning och förläggningsort
| Göteborgseskadern | 1939-??-?? | – | 1959-??-?? |

| GE | 1939-??-?? | – | 1959-??-?? |

| Nya Varvet | 1939-??-?? | – | 1959-??-?? |